# Jämtland under skånska kriget
Under Skånska kriget återerövrades Jämtland av dansk-norska trupper. Framgången var emellertid kortvarig då de trupperna kort därefter lämnade landskapet för att skydda Tröndelag mot en fransk flotta.

## Bakgrund
Vid Freden i Brömsebro 1645 avträdde Danmark-Norge Jämtland till Sverige, trots att landskapet vid krigsslutet helt och hållet var under dansk-norsk kontroll. Efter anslutningen till Sverige ansågs jämtarna inte vara svensksinnade, och erhöll inte heller svenskt medborgarskap förrän 1699.
Carl Larsson Sparre, landshövding i Västernorrlands län, befordrades 1675 till general och kontrollerade försvarsverket i Västernorrland, som då även omfattade Jämtland. På grund av det allmänna missnöjet mot statsmakten i Jämtland, 30 år efter att landskapet blev svenskt, förbjöd Sverige jämtarna att idka handel över Kölen med Tröndelag för att på så vis förmå dem att istället vända sig till Norrlands kustland. Som en följd av beslutet ökade i Jämtland misstron mot Sparre och Sverige, och Sparres spioner i landskapet försåg honom ofta med vilseledande information.

## Strategi
När Danmark förklarade Sverige krig i september 1675 utarbetades svenska planer på att anfalla Norge från Jämtland. På grund av kriser vid andra fronter tvingades dock stora delar av de svenska trupperna i mellersta Sverige att bege sig söderut. Den svenska ledningen fruktade även att norrmän skulle anfalla från Tröndelag. Sparre hyste en direkt misstro mot Jämtlands befolkning, men lät tvångsrekrytera jämtska bönder till sin här för att på så vis utöka försvaret av landskapet.

## Utveckling
I början av år 1677 fick Sparre uppgifter om att de norska trupper som var stationerade i Trondheim begav sig söderut för att ingå i Gyldenløves armé. Anfallsplanerna från Jämtland in i Tröndelag återuppväcktes. Planen var att en styrka på 1 700 män, varav tre regementen med jämtska tremänningar, under Carl Larsson Sparres ledning skulle anfalla Tröndelag. Eftersom det saknades förnödenheter för att tillgodose härens behov och eftersom soldaterna inte erhållit någon lön på tio månader övergavs dock planerna och många soldater återvände hem.
Sommaren samma år uppgav källor att norrmännen åter mobiliserade på andra sidan gränsen i Trondheim och Røros. Magnus Gabriel De la Gardie uppmanade Sparre att försöka motverka ett norskt anfall genom att framrycka mot Trondheim eller Røros för att sedan fortsätta genom Gudbrandsdalen till Värmland. Sparre valde det senare alternativet. Strax efteråt fick Sparre höra att Österbottens läns landshövding Didrik Wrangel ämnade att bistå med 1 400 man som förstärkning. Sparre beslöt sig då för att invänta dem och befallde major Carl Rutencrantz att bege sig till Oviken med en del av den kvarvarande armén. Under tiden samlade Sparre den 4 augusti Jämtlands präster, ämbetsmän och delar av allmogen till Jämtlands landsjämnadsting på Frösön för att förmå dem att hjälpa honom. Han blev lovad bistånd med män, båtar och hästar. Jämtarna lovade även att sammansätta bondepatruller för att patrullera i fjälltrakten vid gränsen, för att på så vis underrätta honom om norrmännen anföll.
Två dagar senare, den 6 augusti, hölls ett landskapsmöte med representanter från Jämtland och Härjedalens allmoge och prästerskap. Sparre uppmanade dem att hjälpa kungen och fäderneslandet. Enbart en präst, Andreas Elavsen från Ovikens socken, var villig att bistå Sparre.
När trupperna från Österbotten kom bestod de enbart av 290 oerfarna män. Sparre beordrade att marschen mot Oviken skulle fortskrida, men någon hjälp från de jämtska bönder fanns inte. Dessa hade istället rymt med hästarna och gömt de utlovade båtarna. När de hade fått syn på de dåligt förberedda och få soldaterna från Österbotten hade de delgivit norrmännen information om att ett norskt anfall var möjligt och därefter flytt till skogs. Sparres misstro visade sig alltså vara riktig och han blev förbittrad över jämtarnas "otrohet och Skälmstycke" och utlyste ett nytt möte dit enbart en äldre man kom. Sparres förnödenheter och besparingar hade tagit slut, försvaret var extremt bristfälligt, någon hjälp från befolkningen kunde han inte förvänta sig då det rådde missväxt och han saknade förtroende hos jämtarna. Samtidigt blev han varse att norrmännen var på väg över gränsen.
Den 14 augusti nådde 2 000 norrmän Alsen, utan svenskarnas vetskap. Lokalbefolkningen spred budskapet om att befrielsen var nära och att man snart skulle kunna driva svensken ur landet. När Sparre nåddes av ryktena om norrmännens framfart sände han ut två löjtnanter för att se om uppgifterna stämde. De hann knappt berätta för Sparre att de inte sett några norrmän i Jämtland förrän norska ryttare uppenbarade sig vid Rödösundet. Det gick då upp för Sparre att han var omgiven av förrädare. Han lämnade sitt hem mitt i natten den 15 augusti och begav sig mot Brunflo.
Norrmännen anföll från två håll. General Reinhold von Hofven kom från Alsen till Rödön och därefter Frösön med 800 man. Överste Georg Christian Schultz begav sig söderut mot Oviken längs Storsjöns västra del med de resterande trupperna.

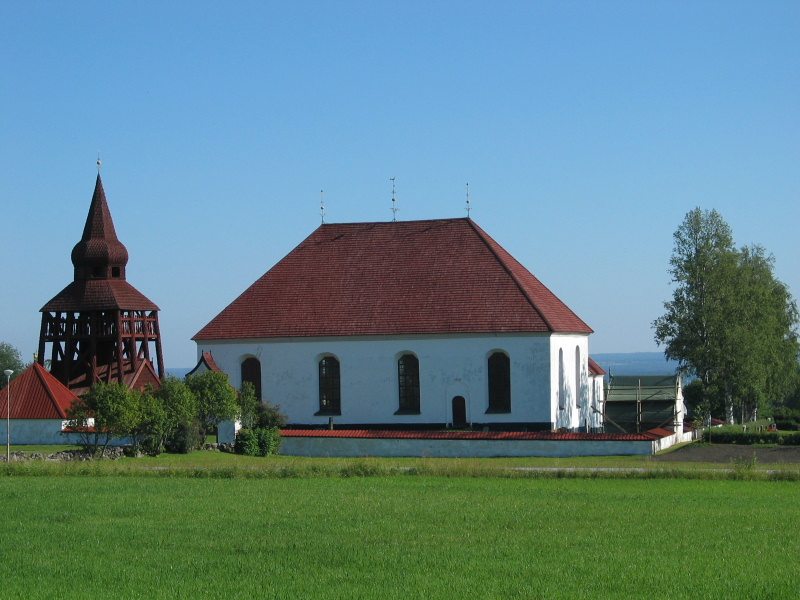
Ovikens gamla kyrka

 Den 16 augusti anföll von Schultz och norrmännen Rutencrantzs svenska här vid Ovikens kyrka. Innan stridigheterna bröt ut vägrade samtliga jämtar att strida, slängde sina vapen och sprang över till norrmännen för att kämpa mot svenskarna. De svenska dragoner som återstod stred ända in på natten. De som inte stupade i striden togs till fånga när norrmännen stormade kyrkogården.
Sparre och infanteriet kunde färdas till fots, men artilleriet kunde enbart färdas över Storsjön med båt. När Sparre anlände vid Brunflo fann han 400 man och fick vetskap om att norrmännen erövrat allt artilleri och att all återstående ammunition hade försvunnit ned i Storsjön. Sparre beslutade då att falla tillbaka till Gällö. Väl där nåddes han av nyheten att Rutencrantz hade förlorat i Oviken. Han skyndade sig då österut till Borgsjö. Sparre hade för avsikt att bränna ned bron över Gimån vid Gällö men när han väl anlände hade jämtar redan bränt ned den. Den 17 augusti fick han istället ta till båtar för överfarten. Samtidigt som hans manskap hade ökats till 1 710 man genom förstärkningar fortsatte Sparre att fly ut ur Jämtland och kraftigt överdriva storleken på den jämt-norska hären.
Den svenska reträtten försvårades ytterligare av att jämtarna kunde terrängen och använde den kunskapen mot svenskarna. Den 20 augusti hade svenskarna drivits ut ur Jämtland på endast fyra dagar och varvid 400 svenskar tagits tillfånga.
Norrmännen sågs som befriare i Jämtland och bondpojken Fastesson i Lockne (Locknegutten) skrev en nidvisa som sjöngs i hela Jämtland.
| ”                              | Gudh skie lof till evigh tijdh för sin godhet bevijste. Svänsken fick deth skrathe skrath i sin Han språng från penninger och kistor. Tiig vari priss o Gudh, vår vän, som gaf oss vår danske konung igen med gledie. ... Där hafver nu bodt en herre i Jampteland Carl Sparre han låtit sigh kalla. Ty han hafver här regerat som en tyran och giort vårt land öde med alla. Tiig vari priss ... ... Vii hafva nu lefft uti 30 åhrs tijdh allt under Sveriges chrona uti strijdh och tyrani ingen persohn att skona. Tiig vari priss o Gudh, vår vän, som gaf oss danske kungen igen med gledie. | „ |
| – Utdrag ur Fastessons nidvisa | |   |

Gerillakriget vid Jämtlandsgränsen fortsatte och svenska myndigheter utlyste en belöning på 20 riksdaler till den som tog en levande krigare i Jämtland och fem riksdaler till den som dödade en. En medalj gjordes i Norge för att ära segern och för att fira återerövrandet av det tidigare norska landskapet. Från svensk sida skylldes allt på Sparre som den 3 november avsattes av Karl XI, varefter Johan Fleming blev ny landshövding. Fältmarskalken Henrik Horn fick ansvaret över armén och beordrades att beskydda Norrland. Horn samlade männen i Medelpad när nyheten nådde honom att de norska trupperna hade lämnat Jämtland eftersom franska skepp hotade Tröndelag. Horn tågade in i Jämtland och etablerade åter svensk överhöghet. Efter krigsslutet fick Horn i uppgift av kungen att utreda förräderiet som jämtarna gjort sig skyldiga till. I december samlades prästerskapet och lokala ombud till förhör. Horn fick reda på att en hemlig allians mellan Jämtlands socknar och norrmännen hade knutits, ratificerat genom socknarnas lokala sigill. Jämtarna fruktade straff men i förhållande till vad som utdömts mot de pro-danska snapphanarna i Skåne blev straffen relativt milda.

### Webbkällor
- Krigsrörelser i Jämtland 1677
- Fastessons nidvisa med kommentarer av Bo Oscarsson